# Jens Kristian Friis Salling
Jens Kristian Friis Salling (* 15. Mai 1949 in Qeqertarsuaq) ist ein grönländischer Unternehmer.

## Leben
Jens Salling wurde als Sohn des dänischen Kaufmanns Søren Hansen Salling und der grönländischen Kauffrau Gertrud Friis in Qeqertarsuaq geboren. Sein Vater zog kurz nach seiner Geburt nach Qaqortoq und verließ die Familie so. Er starb 1959 beim Untergang der Hans Hedtoft, ohne dass Jens ihn je zu Gesicht bekommen hatte. Stattdessen wuchs er mit seinem Stiefvater Jakob Lyberth auf. 1977 kam er mit der späteren Politikerin Augusta Salling (* 1954) zusammen, die er fünf Jahre später heiratete. Das Paar bekam zwei Kinder, die Tochter Laila (* 1985), die sich als Wintersportlerin einen Namen machte, und den Sohn Bent (* 1988).
Er besuchte die Schule in Qeqertarsuaq und wechselte mit 14 Jahren nach Qaqortoq. Nach zwei Jahren begann er eine Lehre beim KGH in Sisimiut und Ikast. Er zog anschließend zurück nach Qeqertarsuaq und wurde mit 21 Jahren Abteilungsleiter beim KGH in Sisimiut. Er konnte sich mit seinem Beruf jedoch nicht anfreunden und kehrte kurze Zeit später im Sommer 1971 in seine Heimatstadt zurück, um Fischer zu werden. 1977 kaufte er sich sein ersteres größeres Fischerboot. 1985 wurde er Miteigner von Polar Seafood. Anders Jonas Brøns und Hans Pavia Egede hatten das Unternehmen im Jahr zuvor gegründet. 1994 übernahmen Salling und Brøns Hans Pavia Egedes Anteil und führten das Unternehmen anschließend zu zweit. Nach dem Tod seines Geschäftspartners im Jahr 2018 ist Jens Salling alleine der reichste Grönländer mit einem Vermögen von etwa 1,4 Milliarden Kronen (rund 200 Millionen Euro) und damit in der Top 100 der reichsten Dänen. Am 15. August 2012 erhielt er den Nersornaat in Silber. Im April 2023 vererbte er seinen Unternehmensanteil an seine beiden Kinder, woraufhin sein Sohn Bent Friis-Salling und Anders Jonas Brøns' Sohn Miki Jonas Brøns die neuen Direktoren wurden.